# NFL Kickoff Game
NFL Kickoff Game, o anche National Football League Kickoff Game, è la partita inaugurale della stagione regolare della National Football League (NFL). 
La prima gara ufficiale della stagione della principale lega statunitense di football americano è solitamente programmata per il giovedì successivo al Labor Day ed è accompagnata da un concerto e una serie di cerimonie ed eventi volti al coinvolgimento degli appassionati nella nuova annata sportiva. 
Introdotta dalla stagione 2002, da quella 2004 questa partita è ospitata, con qualche rara eccezione, dalla squadra vincitrice del precedente Super Bowl, con il resto delle partite del primo turno che si giocano tra la domenica e il lunedì successivo.

## Storia
L'NFL Kickoff Game fu introdotto nella stagione 2002 su iniziativa degli allora dirigenti della NFL John Collins e Jim Steeg, rispettivamente responsabile marketing e vice presidente senior per gli eventi speciali: dopo gli attentati dell'11 settembre 2001 l'idea era quella di organizzare un grande evento per stimolare la ripresa economica delle aree di New York e Washington, fortemente colpite dai contraccolpi degli attentati terroristici avvenuti l'anno prima. L'iniziativa ebbe un grande successo, tanto da far aumentare le sponsorizzazioni per la lega di 1,9 miliardi di dollari nei 14 mesi successivi.
Dopo le prime due edizioni del 2002 e del 2003, che appunto si tennero negli stadi delle squadre di New York e Washington, il successo riscontrato dall'evento convinse la NFL a fare di questo un appuntamento fisso e così dal 2004 la gara vede il coinvolgimento della squadra vincitrice del precedente Super Bowl che ospita annualmente l'inaugurazione della stagione.
Dal 2004 al 2024 solo in due occasioni la squadra detentrice del Super Bowl non ha ospitato l'evento: 
- nel 2013 i campioni Baltimore Ravens hanno giocato in trasferta per indisponibilità del loro stadio casalingo, occupato per una partita di baseball dei Baltimore Orioles già fissata in precedenza.[5]
- nel 2019 i campioni New England Patriots non giocarono affatto la partita inaugurale che la lega, in occasione della sua 100ª stagione, scelse di far giocare da due delle più antiche franchigie, nonché quelle con una delle maggiori rivalità, ossia i Green Bay Packers e Chicago Bears, con la gara ospitata da quest'ultimi arrivati anch'essi alla 100ª stagione della loro storia.[6][7]

### Scelta delle squadre partecipanti
Come detto a partire dal 2004 la partita vede sempre interessata, a meno dell'eccezione del 2019, la squadra vincitrice del Super Bowl giocato nel precedente mese di febbraio, e che ospita nel proprio stadio la gara.
Per decidere la squadra avversaria la lega non ha definito delle regole precise, ma cerca di proporre un incontro che generi il massimo interesse e richiamo.
C'è per altro da tener conto che la NFL non può scegliere l'avversario dei campioni in carica tra tutte le restanti 31 squadre della lega ma solo tra quelle che, sulla base delle rotazioni prestabilite tra le division e le conference e le altre regole per stilare il calendario, sono previste che in quella stagione giocheranno in casa dei detentori del titolo, quindi otto o nove a seconda dell'anno. Così ad esempio per il 2024 le squadre tra cui scegliere l'avversaria dei Chiefs potevano essere solo Bengals, Broncos, Buccaneers, Chargers, Raiders, Ravens, Saints o Texans.
Data quindi la lista degli avversari casalinghi dei detentori del Super Bowl per quella stagione, la lega sceglie tra questi la squadra che giocherà nel NFL Kickoff Game tenendo conto di vari possibili motivi di interesse nell'incontro:
- una squadra con una forte rivalità con i campioni in carica
- una squadra in forte ascesa che promette di far bene nella nuova stagione
- una squadra che presenta un nuovo giocatore pronosticato come futura stella
- una rivincita di una partita di livello, come un Championship Game o un Super Bowl

## Gare disputate

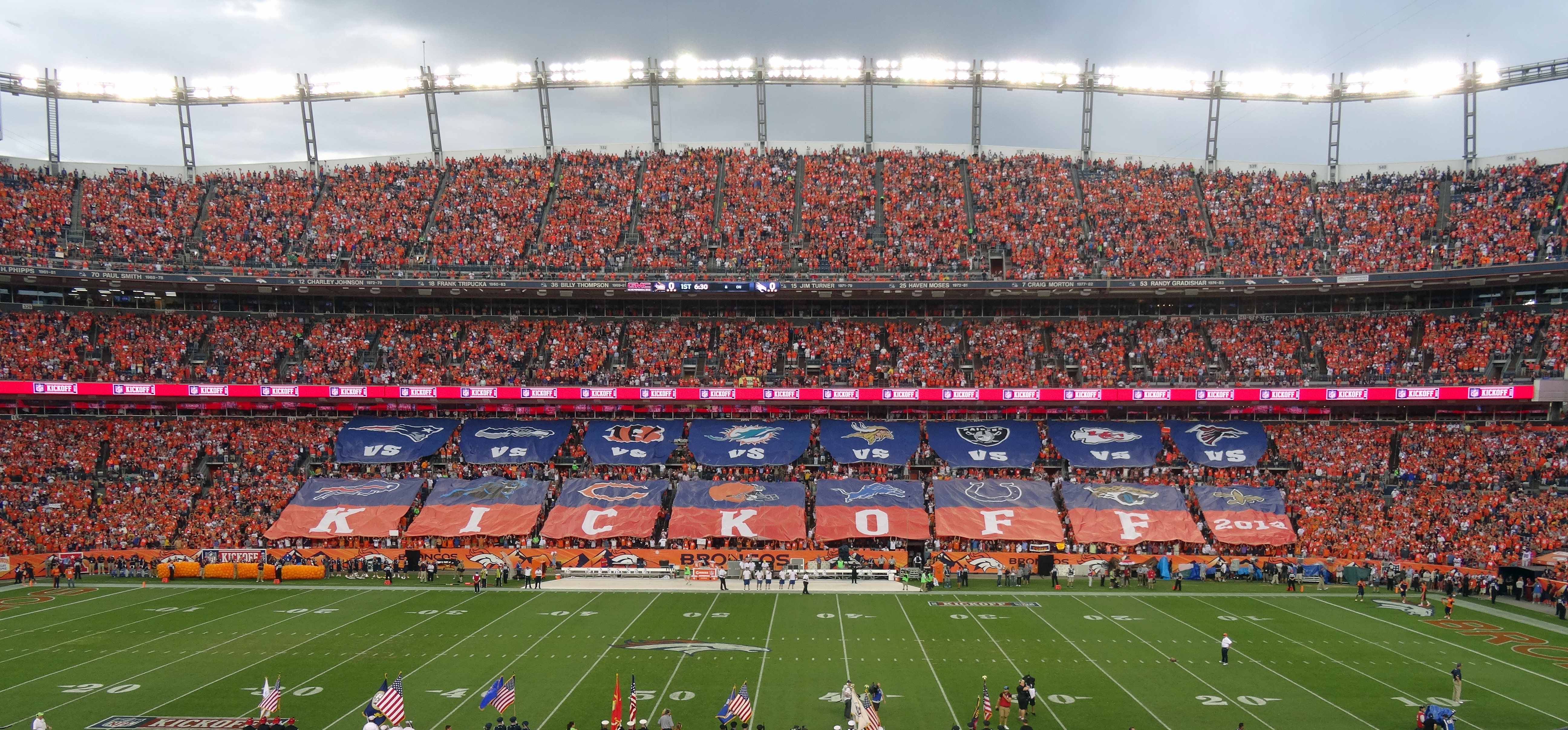
NFL Kickoff Game a Denver nel 2013

Delle 23 edizioni del NFL Kickoff Game tenute alla stagione 2024, 17 sono state vinte dalla squadra ospitante e solo 6 dagli ospiti. Le squadre più presenti sono state i Kansas City Chiefs e i New England Patriots, entrambe con 4 partecipazioni, mentre 5 squadre delle 32 che compongono la lega non vi hanno ancora partecipato, ossia: Cincinnati Bengals, Cleveland Browns, Arizona Cardinals, Los Angeles Chargers e Jacksonville Jaguars.

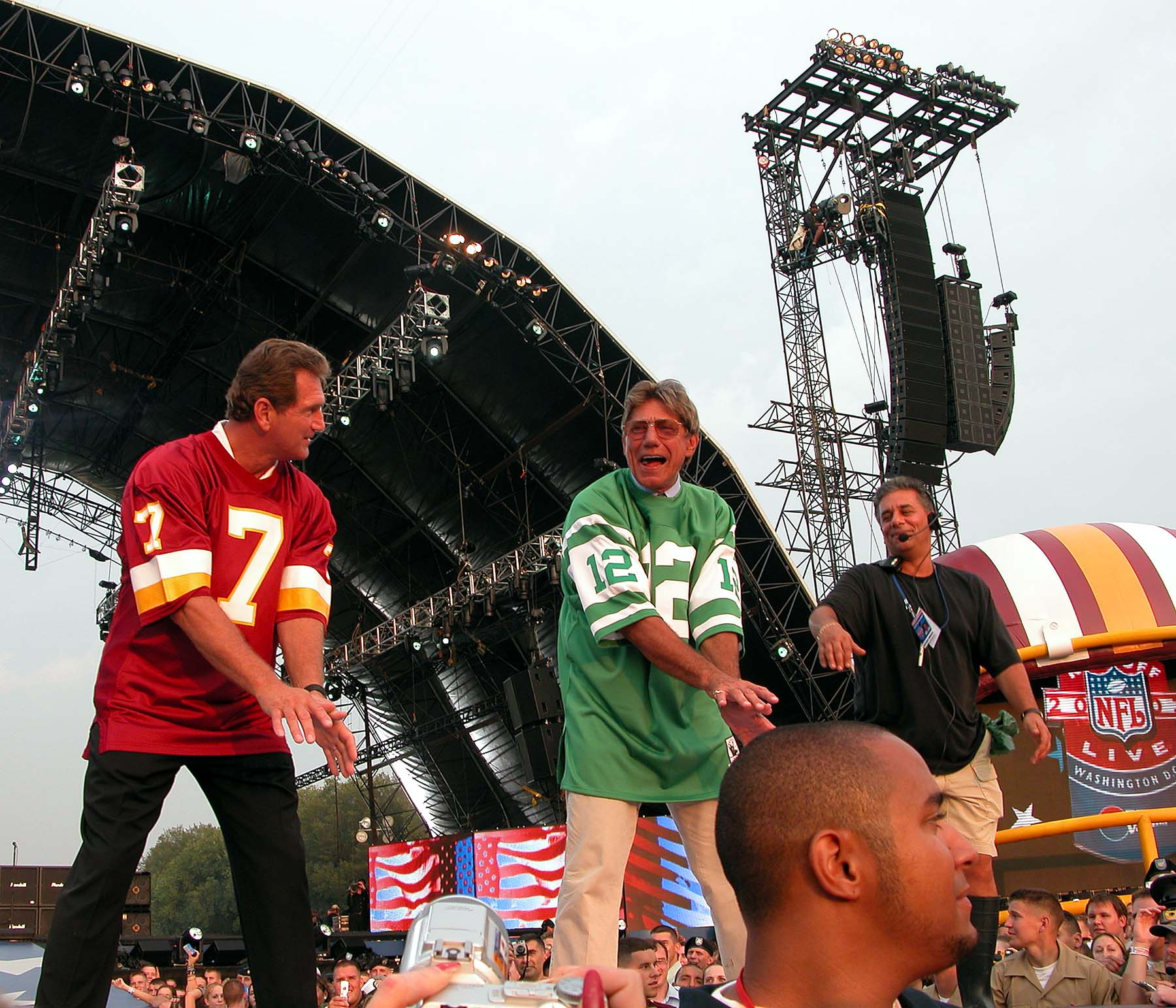
Gli ex quarterback Joe Theismann dei Redskins e Joe Namath dei Jets sul palco per le celebrazioni dell'NFL Kickoff Game del 2003

Chiefs e Patriots sono anche le squadre più vincenti, con tre vittorie a testa, mentre New York Giants, New Orleans Saints e Baltimore Ravens sono quelle col maggior numero di sconfitte, con due ciascuna.
I vincitori in carica del Super Bowl hanno un record di 15-5 nel NFL Kickoff Game, con Chiefs, Giants, Patriots, Rams, e Ravens usciti sconfitti da detentori. 
Nella tabella che segue l'elenco delle partite disputate.

| Stagione | Data         | Squadra in trasferta | Risultato   | Squadra ospitante    | Motivi di interesse nella partita                                                                                        | Stadio                              | Sintesi |
| -------- | ------------ | -------------------- | ----------- | -------------------- | --- | ----------------------------------- | ------- |
| 2002     | 5 settembre  | San Francisco 49ers  | 16–13       | New York Giants      | Rivalità 49ers–Giants | Giants Stadium                      | Sintesi |
| 2003     | 4 settembre  | New York Jets        | 13–16       | Washington Redskins  | | FedEx Field                         | Sintesi |
| 2004     | 9 settembre  | Indianapolis Colts   | 24–27       | New England Patriots | Rivalità Colts–Patriots Rivalità Tom Brady–Peyton Manning Rivincita dell'AFC Championship Game della stagione precedente | Gillette Stadium                    | Sintesi |
| 2005     | 8 settembre  | Oakland Raiders      | 20–30       | New England Patriots | Rivincita del Tuck Rule Game                                                                                             | Gillette Stadium                    | Sintesi |
| 2006     | 7 settembre  | Miami Dolphins       | 17–28       | Pittsburgh Steelers  | | Heinz Field                         | Sintesi |
| 2007     | 6 settembre  | New Orleans Saints   | 10–41       | Indianapolis Colts   | | RCA Dome                            | Sintesi |
| 2008     | 4 settembre  | Washington Redskins  | 7–16        | New York Giants      | Rivalità Giants–Redskins                                                                                                 | Giants Stadium                      | Sintesi |
| 2009     | 10 settembre | Tennessee Titans     | 10–13 (DTS) | Pittsburgh Steelers  | Rivalità Steelers–Titans                                                                                                 | Heinz Field                         | Sintesi |
| 2010     | 9 settembre  | Minnesota Vikings    | 9–14        | New Orleans Saints   | Rivalità Saints-Vikings Rivincita del NFC Champhionship Game della stagione precedente                                   | Louisiana Superdome                 | Sintesi |
| 2011     | 8 settembre  | New Orleans Saints   | 34–42       | Green Bay Packers    | | Lambeau Field                       | Sintesi |
| 2012     | 5 settembre  | Dallas Cowboys       | 24-17       | New York Giants      | Rivalità Cowboys–Giants                                                                                                  | MetLife Stadium                     | Sintesi |
| 2013     | 5 settembre  | Baltimore Ravens     | 27–49       | Denver Broncos       | Rivincita dell'AFC Divisional Round della stagione precedente                                                            | Sports Authority Field at Mile High | Sintesi |
| 2014     | 4 settembre  | Green Bay Packers    | 16–36       | Seattle Seahawks     | Rivalità Packers–Seahawks                                                                                                | CenturyLink Field                   | Sintesi |
| 2015     | 10 settembre | Pittsburgh Steelers  | 21-28       | New England Patriots | Rivalità Patriots–Steelers                                                                                               | Gillette Stadium                    | Sintesi |
| 2016     | 8 settembre  | Carolina Panthers    | 20-21       | Denver Broncos       | Rivincita del Super Bowl 50                                                                                              | Sports Authority Field at Mile High | Sintesi |
| 2017     | 7 settembre  | Kansas City Chiefs   | 42–27       | New England Patriots | | Gillette Stadium                    | Sintesi |
| 2018     | 6 settembre  | Atlanta Falcons      | 12–18       | Philadelphia Eagles  | Rivalità Eagles-Falcons Rivincita del NFC Divisional Round della stagione precedente                                     | Lincoln Financial Field             | Sintesi |
| 2019     | 5 settembre  | Green Bay Packers    | 10-3        | Chicago Bears        | Rivalità Bears-Packers 100º stagione dei Bears                                                                           | Soldier Field                       | Sintesi |
| 2020     | 10 settembre | Houston Texans       | 20-34       | Kansas City Chiefs   | Rivincita dell'AFC Divisional Round della stagione precedente                                                            | Arrowhead Stadium                   | Sintesi |
| 2021     | 9 settembre  | Dallas Cowboys       | 29-31       | Tampa Bay Buccaneers | | Raymond James Stadium               | Sintesi |
| 2022     | 8 settembre  | Buffalo Bills        | 31-10       | Los Angeles Rams     | | SoFi Stadium                        | Sintesi |
| 2023     | 7 settembre  | Detroit Lions        | 21-20       | Kansas City Chiefs   | | Arrowhead Stadium                   | Sintesi |
| 2024     | 5 settembre  | Baltimore Ravens     | 20-27       | Kansas City Chiefs   | Rivincita dell'AFC Championship Game della stagione precedente                                                           | Arrowhead Stadium                   | Sintesi |
| 2025     | 4 settembre  | Dallas Cowboys       | -           | Philadelphia Eagles  | Rivalità Cowboys-Eagles                                                                                                  | Lincoln Financial Field             |         |

1. 1 2 3  La gara non vide impegnata la squadra vincitrice del precedente Super Bowl
2. ↑  La gara fu giocata di mercoledì invece che di giovedì.[13]
3. ↑  La squadra vincitrice del precedente Super Bowl giocò in trasferta per indisponibilità dello stadio di casa.[5]

In grassetto la squadra vincitrice.

## Concerto pre-gara
A margine della gara del giovedì la NFL organizza tutta una serie di eventi volti al coinvolgimento degli appassionati, all'interno di quello che viene chiamato NFL Kickoff Weekend.
In particolare, viene organizzato un concerto a cui partecipano nomi di primo piano del panorama musicale statunitense e mondiale.
Di seguito per ogni edizione gli artisti che hanno preso parte al concerto. 
| Anno | Artisti partecipanti |
| ---- | --- |
| 2002 | Bon Jovi, Enrique Iglesias, Eve e Alicia Keys                                                                                                  |
| 2003 | Britney Spears, Aerosmith, Mary J. Blige e Aretha Franklin                                                                                     |
| 2004 | Mary J. Blige, Destiny's Child, Elton John, Toby Keith Lenny Kravitz, Boston Pops Orchestra e Jessica Simpson                                  |
| 2005 | Green Day, Carlos Santana, Michelle Branch, Ozzy Osbourne, The Rolling Stones, Kanye West, Maroon 5, Good Charlotte, Rihanna e Trisha Yearwood |
| 2006 | Diddy, Cassie, Rascal Flatts e Martina McBride                                                                                                 |
| 2007 | Kelly Clarkson, John Mellencamp, Billy Joel, Hinder e Keyshia Cole                                                                             |
| 2008 | Keith Urban e Usher |
| 2009 | Tim McGraw, The Black Eyed Peas e Harry Connick Jr.                                                                                            |
| 2010 | Dave Matthews Band, Taylor Swift, Harry Connick Jr. e Colbie Caillat                                                                           |
| 2011 | Kid Rock, Lady Antebellum, Maroon 5 e Jordin Sparks                                                                                            |
| 2012 | Mariah Carey, No Doubt, Cee Lo Green e Queen Latifah                                                                                           |
| 2013 | Danielle Bradbery e Keith Urban |
| 2014 | Pharrell Williams, Soundgarden e Ariana Grande                                                                                                 |
| 2015 | Ellie Goulding, Train, Dropkick Murphys, T-Pain, Springfield Symphony Orchestra e Grace Potter                                                 |
| 2016 | Dierks Bentley, OneRepublic e Andra Day |
| 2017 | Guster, Flo Rida e Maren Morris |
| 2018 | Shawn Mendes |
| 2019 | Meek Mill, Meghan Trainor e Rapsody |
| 2020 | Queen Latifah e Alicia Keys |
| 2021 | Alicia Keys, Michelle Williams, Ed Sheeran e Cory Henry                                                                                        |
| 2022 | Halle Bailey, Tinashe, J. Balvin e Ozzy Osbourne                                                                                               |
| 2023 | The Kansas City Boys and Girls Choir e Natalie Grant                                                                                           |
| 2024 | Tasha Cobbs Leonard e Coco Jones |

## In televisione
Il primo Kickoff Game del 2002 fu trasmesso dalla ESPN che, per farlo, rinunciò a trasmettere una partita delle World Series della Major League Baseball.
Visto il grande successo riscosso, dalla stagione successiva i diritti di trasmettere la partita e gli eventi collegati furono acquisiti dalla ABC come parte del pacchetto del Monday Night Football.
Dalla stagione 2006 invece fu la NBC ad assicurarsi la trasmissione di questa partita, inserita nel pacchetto del Sunday Night Football. Dal 2022 è anche trasmessa in streaming su Peacock.
Nella tabelle che segue gli spettatori televisivi delle varie edizioni.

| Stagione | Rete televisiva | Spettatori (in milioni) | Nota   |
| -------- | --------------- | ----------------------- | ------ |
| 2002     | ESPN            | 10,8                    | [ 21 ] |
| 2003     | ABC             | 19,2                    | [ 21 ] |
| 2004     | ABC             | 16,9                    | [ 21 ] |
| 2005     | ABC             | 18,0                    | [ 21 ] |
| 2006     | NBC             | 19,2                    | [ 21 ] |
| 2007     | NBC             | 17,8                    | [ 21 ] |
| 2008     | NBC             | 13,5                    | [ 21 ] |
| 2009     | NBC             | 20,9                    | [ 21 ] |
| 2010     | NBC             | 27,5                    | [ 21 ] |
| 2011     | NBC             | 27,2                    | [ 21 ] |
| 2012     | NBC             | 23,9                    | [ 21 ] |
| 2013     | NBC             | 25,1                    | [ 21 ] |
| 2014     | NBC             | 26,9                    | [ 21 ] |
| 2015     | NBC             | 27,4                    | [ 21 ] |
| 2016     | NBC             | 25,2                    | [ 22 ] |
| 2017     | NBC             | 22,2                    | [ 23 ] |
| 2018     | NBC             | 19,3                    | [ 24 ] |
| 2019     | NBC             | 22,0                    | [ 25 ] |
| 2020     | NBC             | 20,3                    | [ 26 ] |
| 2021     | NBC             | 26,0                    | [ 27 ] |
| 2022     | NBC/Peacock     | 25,1                    | [ 28 ] |
| 2023     | NBC/Peacock     | 27,5                    | [ 29 ] |
| 2024     | NBC/Peacock     | 28,9                    | [ 30 ] |